# Kouakoualé
Kouakoualé est une commune rurale du département de Bobo-Dioulasso de la province du Houet dans la région des Hauts-Bassins au Burkina Faso.

## Géographie
Kouakoualé est située dans le 5e arrondissement du département de Bobo-Dioulasso, à 15 km du centre de Bobo-Dioulasso. Le village se trouve sur la falaise de Banfora.

## Éducation et santé
Kouakoualé accueille un centre de santé et de promotion sociale (CSPS) tandis que les hôpitaux de Bobo-Dioulasso assurent les soins les plus importants.